# Вторинна металургія
Вторинна металургія — металургія на базі вторинної сировини — металобрухту. Вторинна металургія застосовує електрометоди. Існує тенденція до вирівнювання часток первинної (традиційної) металургії і вторинної (прямування до пропорції 50×50).